# Les lâches vivent d'espoir
Les lâches vivent d'espoir (Los cobardes viven de la esperanza) es una película francesa del género drama romántico estrenada en 1961 y para cuyo fin que fue estrenada en Estados Unidos en 1965 con el título My Baby Is Black! (Mi bebé es negro). La película fue escrita y dirigida por Claude Bernard-Aubert y protagonizada por Françoise Giret, Gordon Heath y Aram Stephan, con música de Michel Magne. La intención de la película era examinar la opinión de la sociedad sobre la raza a principios de la década de 1960.

## Descripción general
En París, una estudiante universitaria blanca llamada Françoise da a luz a un niño negro. La película narra los eventos que preceden al nacimiento del bebé: cómo Françoise fue cortejada por parte de un estudiante de medicina negro llamado Daniel y cómo enfrentó la horrible discriminación de su familia y sus compañeros, que le dan la espalda. Además de la especial atención que la película presta al tabú social del romance y el sexo interracial, también muestra las experiencias de Daniel como víctima de racismo en su vecindario.
Siendo originalmente un drama romántico con matices sociológicos, la película se estrenó en los Estados Unidos como una película de explotación. Se publicitó por su valor de shock y se estrenó en autocines, pero no tuvo mucho éxito debido a que el producto guardaba poca relación con lo prometido en la campaña publicitaria.

## Elenco
- Gordon Heath como Daniel.
- Françoise Giret como Françoise.
- Aram Stephan como el profesor.
- Mag-Avril como el conserje.
- Claude Berri como el pintor.
- Hervé Watine como el guitarrista.
- Fred Carault como el padre de Françoise.
- Viviane Méry como la madre de Françoise.

## Recepción de la crítica
Allmovie calificó la película como "Más reflexiva y menos explotadora de lo que cabría esperar de su título de lanzamiento estadounidense".